# Piccole scimmie
Piccole scimmie (Good Little Monkeys) è un film del 1935 diretto da Hugh Harman. È un cortometraggio d'animazione della serie Happy Harmonies, distribuito negli Stati Uniti il 13 aprile 1935. Fu seguito da Pipe Dreams (1938).

## Trama
A mezzanotte, Lucifero esce da una copia dell'Inferno e, con un gong, dà vita a vari altri personaggi letterari che come lui escono dai rispettivi libri. Quindi, usando delle noccioline e una ballerina esotica, cerca di attirare nelle proprie fiamme le tre scimmie sagge ma gli altri personaggi le salvano e ricacciano Lucifero nel libro.